# Craterispermum aristatum
Craterispermum aristatum är en måreväxtart som beskrevs av Herbert Fuller Wernham. Craterispermum aristatum ingår i släktet Craterispermum och familjen måreväxter. Inga underarter finns listade i Catalogue of Life.